# پودگورا (ژابلیاک)
پودگورا (به لاتین: Podgora) یک منطقهٔ مسکونی در مونته‌نگرو است که در شهرداری ژابلیاک واقع شده‌است. پودگورا ۷۲ نفر جمعیت دارد.